# Goniorhynchia
Goniorhynchia is een geslacht van uitgestorven brachiopoden, dat leefde tijdens het Midden-Jura.

## Beschrijving
Deze twee centimeter lange solitaire brachiopode kenmerkt zich door de bijna driehoekige schelp, waarvan de kleppen zijn bezet met talrijke scherpe costae (ribben). De bolle steelklep bezit een haakvormige wervel en een goed waarneembare sulcus (verdiept gedeelte van het buitenoppenvlak), terwijl de plooi van de armklep in de commissuur (raaklijn waarlangs de kleppen op elkaar vallen) het meest duidelijk is. De sterk gegolfde kleprand is bezet met smalle groeistrepen. Dit geslacht verankerde zich in verticale richting met de pedunculus aan een stevig substraat.